# Umbellularia
Umbellularia es un género monotípico de plantas con flores perteneciente a la familia Lauraceae. Su única especie: Umbellularia californica (Hook. & Arn.) Nutt., llamada en español laurel de California, es originaria de Norteamérica. El género fue descrito por (Christian Gottfried Daniel Nees von Esenbeck) Thomas Nuttall y publicado en The North American Sylva 1(2): 87 en el año 1842.

## Descripción
Es un árbol perennifolio monoico, que crece hasta los 30 m de altura (excepcionalmente 45 m) con un tronco de hasta 80 cm de diámetro. Las hojas son fragantes hojas con los bordes lisos y con forma de lente, de 3-10 cm de largo y 1.5-3 cm de ancho, similar a Laurus nobilis aunque por lo general más estrechas, y sin el margen de rizado de esa especie. Las flores se abren a finales del invierno y principios de primavera, son hermafroditas, pequeñas, de color amarillo o verde amarillento, produciendo una pequeña umbela. El fruto es una baya de 2-2.5 cm de largo y 2 cm de ancho, ligeramente manchado de amarillo que una vez maduro se torna de color púrpura.

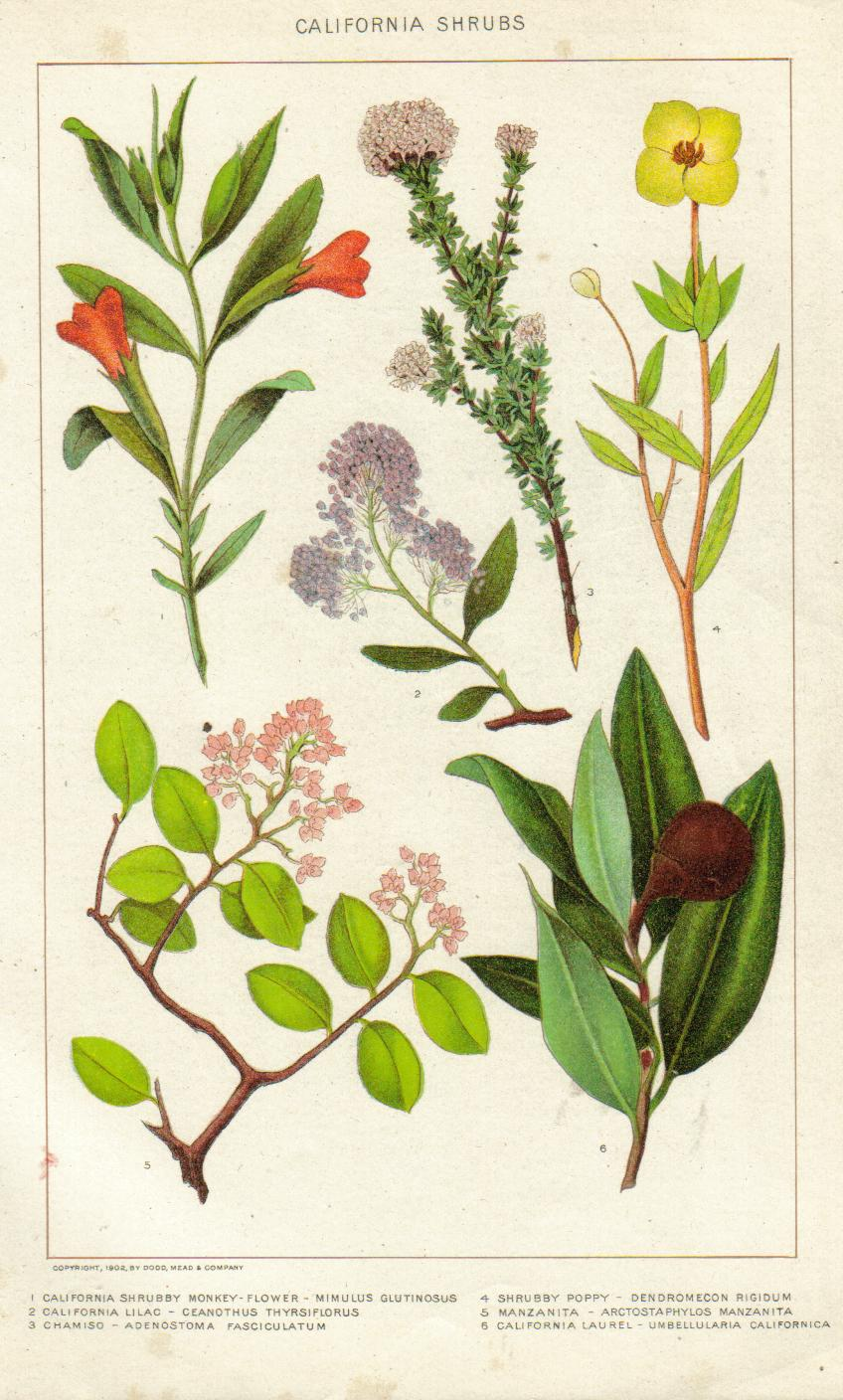
'Umbellularia' entre otras plantas de California

## Usos
La fruta entera es técnicamente comestible (aunque la pulpa se pudre muy rápidamente, dejando una nuez con cáscara).
Las nueces se consumen tostadas. Antes de tostar, las nueces de laurel tienen un sabor fuertemente astringente y amargo, como el de las aceitunas o bellotas crudas, y no deben consumirse crudas.
Las "nueces" del fruto tostadas y sin cáscara, llamadas en inglés "Bay nuts", tradicionalmente se comen enteras (como Fruto seco, o molidas en polvo y preparadas como una bebida que se asemeja al chocolate sin azúcar.  El sabor, según el nivel de tueste, se ha descrito de diversas formas, que van desde "café tostado", "chocolate negro" o "palomitas de maíz quemadas".
El polvo también puede usarse para cocinar o prensarse en pasteles y secarse para su almacenamiento en invierno.
Las nueces del laurel californiano tienen compuestos estimulantes similares a la cafeína y, si se consumen en grandes cantidades, pueden causar problemas digestivos en algunas personas.

## Distribución y hábitat
Este árbol en su mayoría habita los bosques mixtos de California., sólo cerca de la costa o en el extremo norte de California, donde es más húmedo.

## Fotos

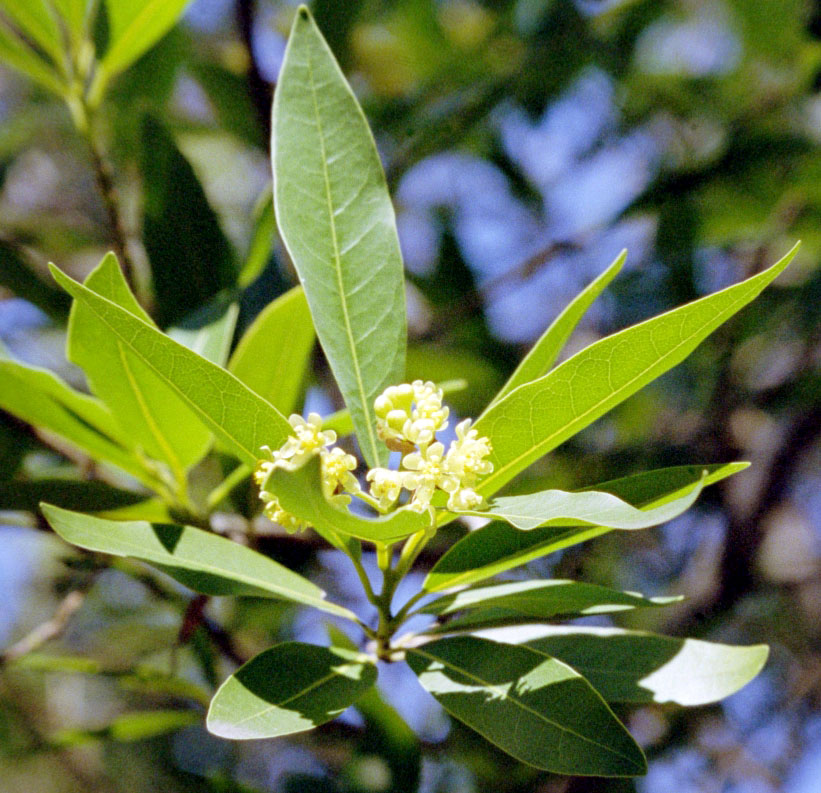
Las flores se abren a fines del invierno y principios de la primavera
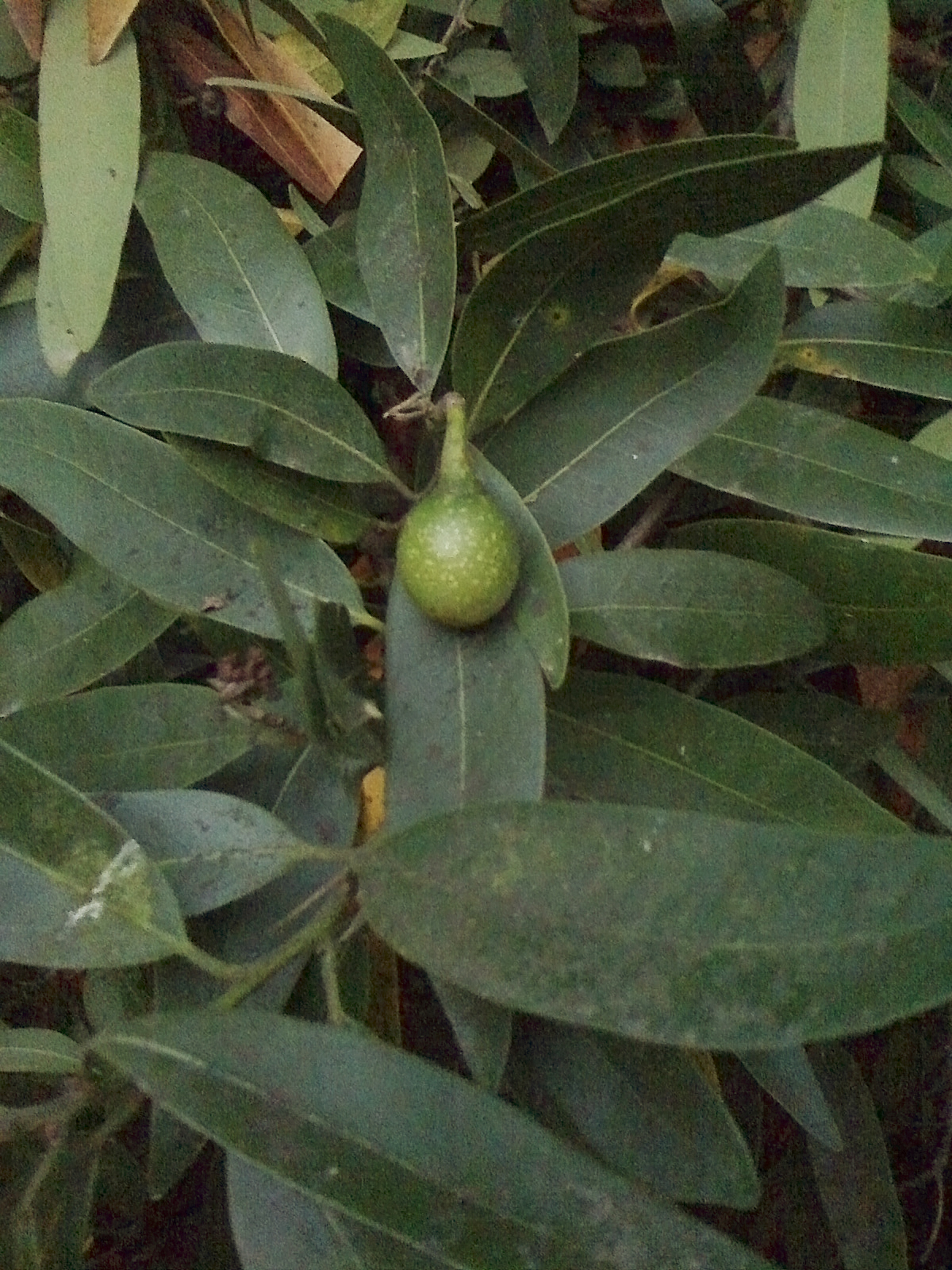
Una nuez de laurel verde
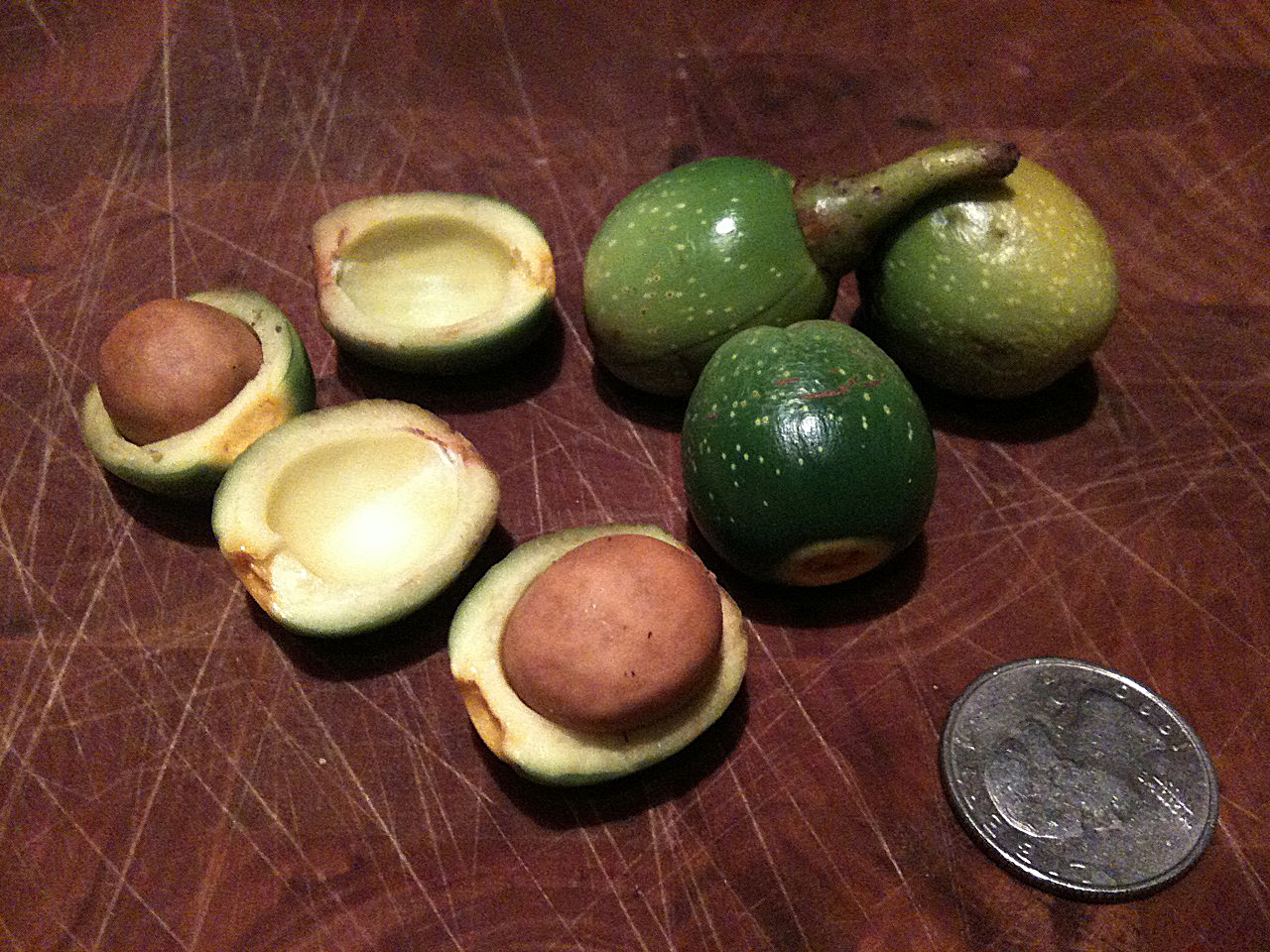
Nueces de laurel casi maduras se preparan para asar
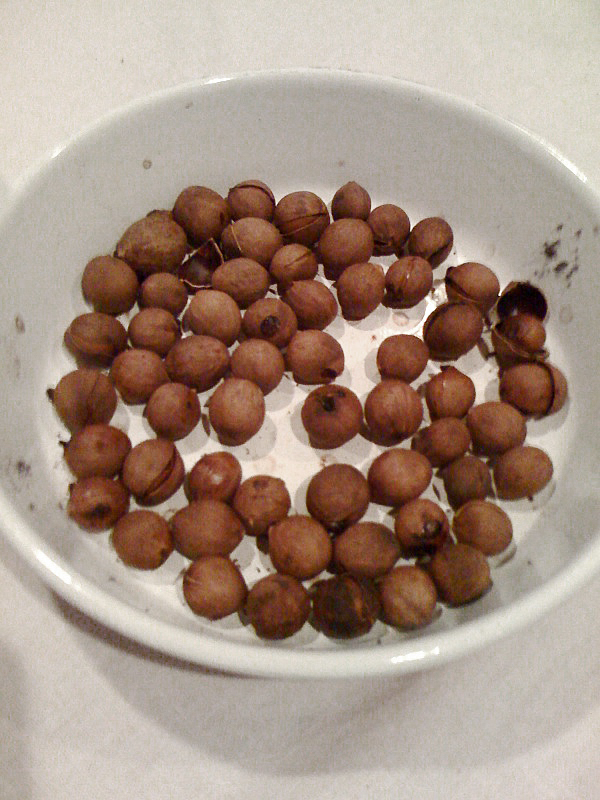
Nueces de laurel tostadas listas para comer o para moler en una pasta en polvo para bebidas y cocinar
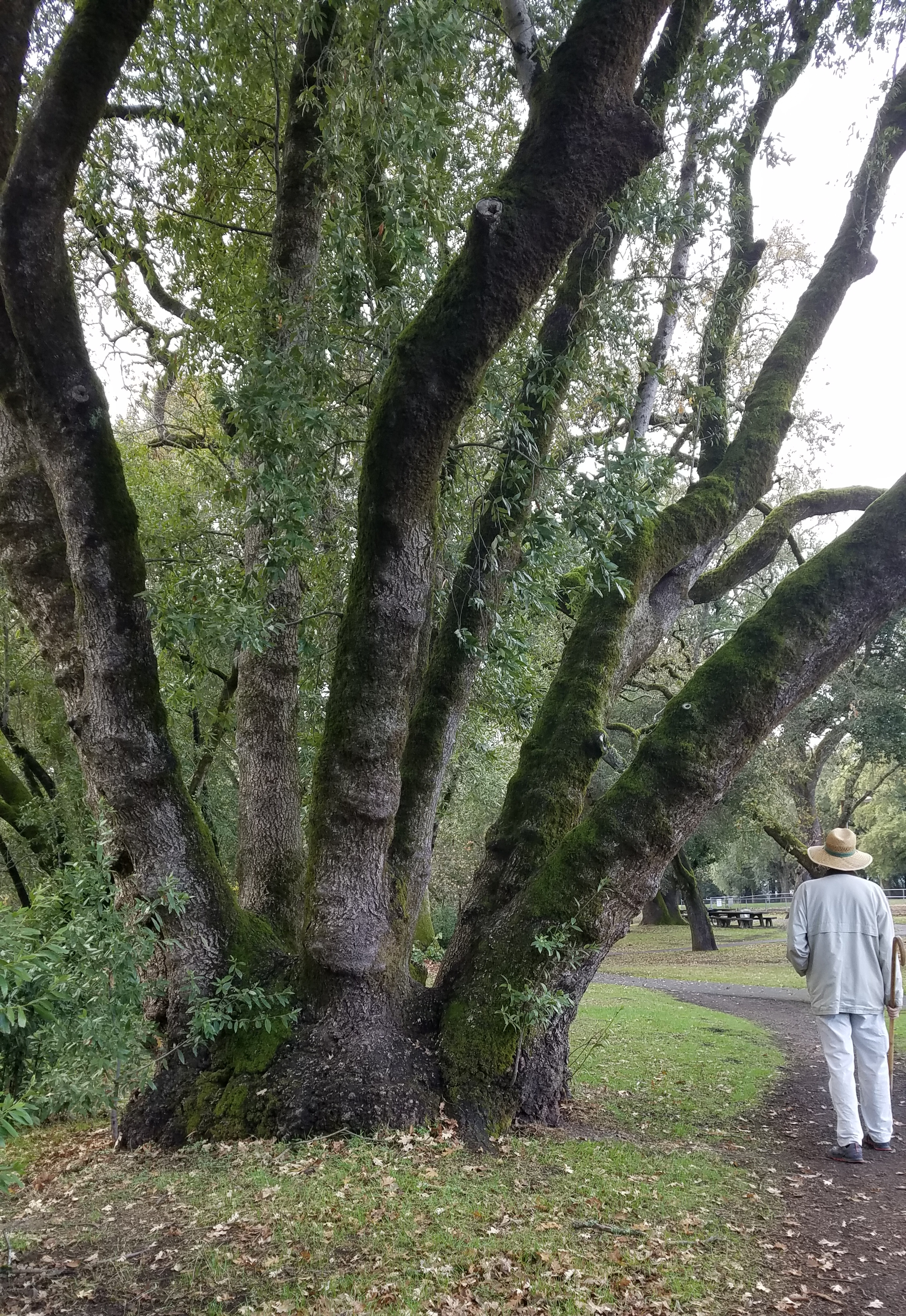
Este único lignotubero "Umbellularia" en Doyle Community Park admite varios brotes maduros.

## Sinonimia
- Tetranthera californica Hooker & Arnott basónimo[3]